# Semiothisa punctistriata
Semiothisa punctistriata là một loài bướm đêm trong họ Geometridae.